# Images and Words: Live in Tokyo
Images and Words: Live in Tokyo – pierwsze oficjalne wideo progresywnometalowego zespołu Dream Theater, wydane w 1993 roku. Nagranie, wydane na VHS, zawiera większą część koncertu zagranego 26 sierpnia 1993 roku w Tokio. Oprócz tego na kasecie znalazły się trzy teledyski do utworów z płyty Images and Words: Pull Me Under, Take the Time i Another Day oraz wywiady z muzykami zespołu i scenki z sesji nagraniowych.
W 2004 roku Images and Words: Live in Tokyo został wydany jako pierwsza płyta dwupłytowej kompilacji DVD Images and Words: Live in Tokyo / 5 Years in a LIVEtime. Do oryginalnej zawartości została dołożona ścieżka dźwiękowa z komentarzem członków zespołu.

## Lista utworów
1. Wstęp
2. "Under a Glass Moon"
3. "The Making of Images and Words"
4. "Pull Me Under" (teledysk)
5. "Take the Time" (teledysk)
6. "Kimonos & Condoms"
7. "Wait for Sleep"
8. "Surrounded"
9. "Ytsejam/Drum Solo"
10. "Another Day" (teledysk)
11. "To Live Forever"
12. "A Fortune in Lies"
13. "Abbey Road"
14. "Puppies on Acid/Take the Time"
15. "On the Road '93"
16. "Pull Me Under"

## Skład
1. James LaBrie – śpiew
2. Kevin Moore – instrumenty klawiszowe
3. John Myung – gitara basowa
4. John Petrucci – gitara
5. Mike Portnoy – instrumenty perkusyjne